# SN 2006ra
SN 2006ra – supernowa typu Ia odkryta 23 października 2006 roku w galaktyce A022224+0522. Jej maksymalna jasność wynosiła 19,80m.